# Il fiore del male (film 2003)
Il fiore del male (La fleur du mal) è un film del 2003 diretto da Claude Chabrol.

## Trama
Bordeaux, durante la campagna elettorale comunale. François Vasseur torna dagli Stati Uniti dopo tre anni. Egli non ama suo padre, Gérard, sposato con una candidata alle elezioni. Lo considera ipocrita, malevolo ed edonista. L'opinione è rafforzata dall'idea di non essere davvero suo figlio.
La candidata è Anne Charpin-Vasseur, che è anche l'ex cognata di Gérard. Dal primo matrimonio ha avuto una figlia: Michèle. Da anni François ama la cugina, una studentessa di psicologia brillante ed attraente.
Dopo una notte d'amore nella casa di famiglia di Pyla, i due ragazzi parlano del volantino anonimo che lancia insinuazioni sulla famiglia di Anne Charpin-Vasseur. Michele sospetta che lo stesso Gerard potrebbe essere l'autore del pamphlet diretto contro la moglie. Inoltre, tramite il signor Labière, un elettore visitato da Anne durante la sua campagna, si scopre che nel volantino si dice che il colpevole dell'omicidio del vecchio Charpin-Vasseur va cercato non fuori ma dentro la famiglia.
Girano un film nella regione: Gerard corteggia una delle attrici.
Arrivano le elezioni. Durante il conteggio Gerard va nell'ufficio dove Michele sta lavorando una relazione sul concetto di colpa. Ubriaco e irritato dal rifiuto di lei la assale. Mentre lottano, l'uomo cade e muore.
Zia Line aiuta Michèle a nascondere il crimine spostando il corpo di Gerard nella sua stanza. Poi confessa a Michele di aver davvero ucciso suo padre, vigliacco collaborazionista che ha fatto fucilare il suo stesso figlio insieme ad altri membri della resistenza.
Pur senza rimpianti, Line porta il peso delle sue azioni. Nel tentativo di proteggere la nipotina la vecchia donna decide di ammettere l'omicidio di Gerard. Ha aspettato 60 anni che succedesse qualcosa: "Il tempo non esiste, è un presente perpetuo".
Poco dopo entrano in casa Anne e alcuni suoi sostenitori. Anne è stata eletta sindaco e bisogna festeggiare.